# Pleurota amaurodoxa
Pleurota amaurodoxa is een vlinder uit de familie sikkelmotten (Oecophoridae). De wetenschappelijke naam is voor het eerst geldig gepubliceerd in 1935 door Meyrick.
De soort komt voor in Europa.